# The Original High
The Original High är den amerikanska sångaren Adam Lamberts tredje album som släpptes första gången den 12 juni 2015. Adam Lambert spelade in sitt album i Stockholm i Sverige med hjälp av Max Martin och Shellback som producerade hans album. 

## Bakgrund
I juli 2013 rapporterades det att Adam Lambert har lämnat skivbolaget RCA Records efter att ha varit där i fem år, anledningen varför att han lämnade var på grund av bolaget påstås att försökt få Adam att göra en album med låtar från 1980-talet. Warner Bros. Records kontaktade Adam Lambert efter att de fick höra att han lämnade RCA Records och skrev under ett kontrakt.

## Låtlista
| Nr | Titel                      | Låtskrivare                                                                          | Längd |
| -- | -------------------------- | ------------------------------------------------------------------------------------ | ----- |
| 1  | Ghost Town                 | Ali Payami, Tobias Karlsson, Max Martin, Sterling Fox, Adam Lambert                  | 3:28  |
| 2  | The Original High          | Lambert, Mattias Fredriksson, Robin Larsson, West, Axident, Shellback, Savan Kotecha | 3:26  |
| 3  | Another Lonely Night       | Lambert, Fox, Payami, Max Martin                                                     | 3:45  |
| 4  | Underground                | Janiak, Payami                                                                       | 3:37  |
| 5  | There I Said It            | Lambert, Janiak, Payami                                                              | 4:21  |
| 6  | Rumors (featuring Tove Lo) | Görres, Tove Lo, Shellback, Lambert                                                  | 3:45  |
| 7  | Evil In the Night          | Payami, Holter, Lowry, Kotecha, Shellback                                            | 3:56  |
| 8  | Lucy (featuring Brian May) | Lambert, Payami, Freja Blomberg, Fredick Samsson                                     | 3:32  |
| 9  | Things I Didn't Say        | Lambert, Ilya Salmanzadeh, Oscar Holter, Kotecha, Mitch Allan                        | 3:58  |
| 10 | The Light                  | Jimmy Koitzsch, Linus Eklöw, Tiffany Amber, Lukas Loules                             | 3:35  |
| 11 | Heavy Fire                 | Koitzsch, Eklöw, Julia Karlsson, Elin Blom, Anton Rundberg, Joakim Jarl, Hampus      | 3:19  |

## Låtlista (bonusspår på deluxe-versionen)
| Nr | Titel       | Låtskrivare                 | Längd |
| -- | ----------- | --------------------------- | ----- |
| 12 | After Hours | Schuller, Lambert, West     | 2:44  |
| 13 | Shame       | Alan James, Tobias Karlsson | 3:26  |
| 14 | These Boys  | Alan James, Tobias Karlsson | 3:25  |